# 貢氏擬隆頭魚
貢氏擬隆頭魚，為輻鰭魚綱鱸形目隆頭魚亞目隆頭魚科的其中一種，分布於澳洲東部海域，棲息深度可達20公尺，體長可達18公分，棲息在水淺的珊瑚礁、岩礁區，以小型甲殼類為食，生活習性不明，可作為食用魚。

## 擴展閱讀
維基物種上的相關：貢氏擬隆頭魚